# Saint-Aubin-du-Plain
Saint-Aubin-du-Plain è un comune francese di 556 abitanti situato nel dipartimento delle Deux-Sèvres nella regione della Nuova Aquitania.

## Società

### Evoluzione demografica
Abitanti censiti